# Scatman's World (single)
Scatman's World is een nummer van de Amerikaanse zanger Scatman John uit 1995. Het is de tweede single van zijn gelijknamige album.
Als opvolger van de wereldhit Scatman (Ski-Ba-Bop-Ba-Dop-Bop), deed "Scatman's World" het in veel landen ook goed in de hitlijsten. Het nummer haalde in zijn thuisland de Verenigde Staten geen hitlijsten, maar in veel Europese landen wel. In de Nederlandse Top 40 haalde het de 3e positie, Alarmschijf en in de Vlaamse Ultratop 50 werd het Scatman Johns tweede nummer 1-hit. Na "Scatman's World" heeft Scatman John nooit meer een hit weten te scoren.